# Lago Agassiz

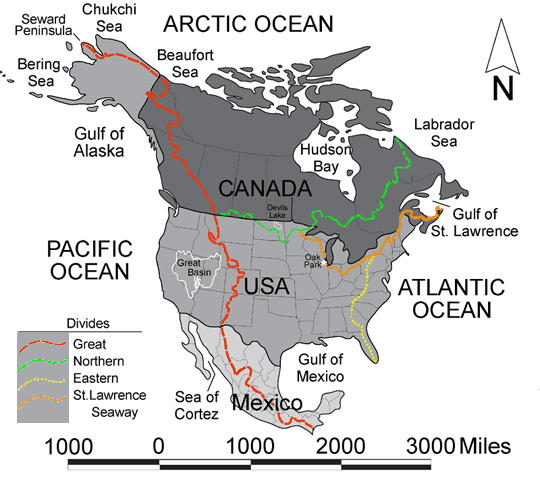
Bacias hidrográficas da América do Norte.

O Lago Agassiz era um imenso lago glacial situado no centro da América do Norte e que foi alimentado pelas águas produzidas pelo degelo da última era glaciar. Era superior que os actuais Grandes Lagos em conjunto. Inicialmente postulado por William Keating em 1823, foi baptizado com o nome de Louis Agassiz em 1879 após este ter sido o primeiro a dar-se conta de que a sua formação tinha origem glacial. Na sua máxima extensão cobriria uma área de aproximadamente 400.000 km² (maior que o Mar Cáspio).
O rompimento do dique de geleira do Lago Agassiz por volta de 6400 a.C. do lado da Baía de Hudson, elevou o nível do mar por volta de um metro. A Corrente do Golfo parou após a região de Açores por 300 anos, 200 anos depois do ocorrido; talvez este acontecimento seja relacionado com o rompimento. O Lago Agassiz se encheu várias vezes, se esvaziando também no vale do Rio Missouri/ Rio Mississippi e pelo Canal de São Lourenço, sendo que a última vez sempre apaga os rastos anteriores.